# Vidigulfo
Vidigulfo är en ort och kommun i provinsen Pavia i regionen Lombardiet i Italien. Kommunen hade 6 508 invånare (2018).